# Céline Audebeau
 (février 2023).
Céline Audebeau, née à Neuf-Brisach, le 14 juin 1964, est une cheffe d'entreprise française exerçant en Asie. Femme trans, elle est la première à obtenir officiellement l'acceptation du changement de genre sur le plan administratif au Viêt Nam, pays qui reconnait officiellement le droit des personnes transgenres et permet le changement des documents d'état civil. Militante de la cause transgenre, elle est l'auteure Du masculin au féminin, mon parcours singulier, témoignage autobiographique sur la transidentité.

## Biographie
Céline Audebeau suit une formation en Technique de commercialisation à l'IUT de Colmar suivi d'une licence en Économie Gestion à l'Université de Haute-Alsace de Mulhouse. Autodidacte en informatique, elle enseignera plusieurs années dans les universités de Colmar et Mulhouse.

### Transidentité et militantisme
En 2015, Céline Audebeau entame un traitement hormonal de substitution (THS) qui la mènera à une transition qui aboutit en juin 2017 à son changement de sexe. Opérée en Thaïlande, elle n'accepte pas le fonctionnement du système français qui impose souvent une psychothérapie de deux ans auprès de psychiatres (SOFECT) ce qui démontre que la transidentité est toujours considérée comme une maladie.

### Activités
Céline Audebeau consacre son temps entre sa fonction de directrice générale d'une usine de confection de gilets de sauvetages près d'Hanoï au Vietnam à l'écriture et à la médiatisation de la transidentité. Elle a donné un témoignage de son expérience dans un livre paru en 2018, Du masculin au Féminin, mon parcours singulier, aux éditions Kawa ainsi que la version anglaise, Dad you're so beautiful en auto-édition.